# Giro delle Fiandre 1965
Il Giro delle Fiandre 1965, quarantanovesima edizione della corsa, fu disputato il 17 aprile 1965, per un percorso totale di 272 km. Fu vinto dall'olandese Jo de Roo, al traguardo con il tempo di 5h47'29", alla media di 41,303 km/h, davanti ad Edward Sels e Georges Van Coningsloo.
I ciclisti che partirono da Gand furono 119; coloro che tagliarono il traguardo a Gentbrugge furono 51.

## Ordine d'arrivo (Top 10)
| Pos. | Corridore             | Squadra             | Tempo    |
| ---- | --------------------- | ------------------- | -------- |
| 1    | Jo de Roo             | Televizier          | 5h47'29" |
| 2    | Edward Sels           | Solo-Superia        | s.t.     |
| 3    | Georges Vanconingsloo | Peugeot-BP          | a 33"    |
| 4    | Willy Vannitsen       | Ford France-Gitane  | s.t.     |
| 5    | Jean Stablinski       | Ford France-Gitane  | s.t.     |
| 6    | Rik Van Looy          | Solo-Superia        | s.t.     |
| 7    | Carmine Preziosi      | Pelforth-Sauvage    | a 58"    |
| 8    | Gustaaf De Smet       | Wiel's-Groene Leeuw | s.t.     |
| 9    | Arthur De Cabooter    | Wiel's-Groene Leeuw | s.t.     |
| 10   | Victor Van Schil      | Mercier-BP          | s.t.     |